# NGC 4860
NGC 4860 是一個在天球上位於后髮座的橢圓星系。該星系於1865年4月21日由海因里希·路易·达雷發現。

## 概要
NGC 4860距離地球約1.1億秒差距，屬於由超過1000個星系組成的后髮座星系團的成員星系。

## 外部連結
- Deep Sky Catalog（页面存档备份，存于）